# 78 Pułk Piechoty (austro-węgierski)

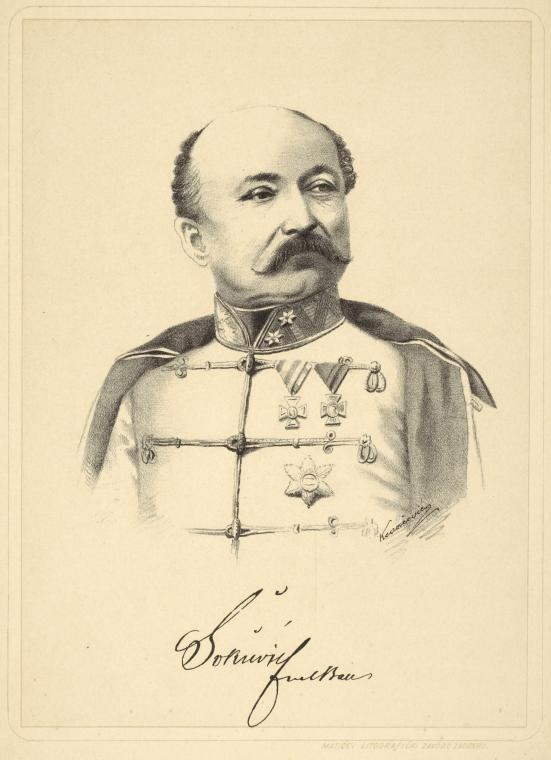
Szef pułku FZM Joseph von Šokčević

Węgierski (slawoński) Pułk Piechoty Nr 78 (IR. 78) – pułk piechoty cesarskiej i królewskiej Armii. 

## Historia pułku
Pułk został utworzony 1 lutego 1860 roku z połączenia trzech batalionów wydzielonych ze składów Pułków Piechoty Nr 17, 47 i 53. 
Okręg uzupełnień nr 78 Osijek (niem. Esseg) na terytorium 13 Korpusu.
Kolory pułkowe: czerwony (rotbraun), guziki srebrne. 
W 1873 roku pułk stacjonował w Osijeku (niem. Esseg).
W 1895 roku pułk (bez 3. batalionu) stacjonował w Osijeku (niem. Esseg) i wchodził w skład 13 Brygady Piechoty należącej do 7 Dywizji Piechoty. Trzeci batalion był detaszowany na terytorium 15 Korpusu do Rogaticy i włączony w skład 8 Brygady Górskiej należącej do 1 Dywizji Piechoty.
W latach 1903–1907 komenda pułku razem z 1. i 3. batalionem stacjonowała w Osijeku, 2. batalion w Fočy, a 4. batalion podlegał dyslokacjom: do 1906 stacjonowała w Petrrinji, a w 1907 na rok został przeniesiony do Osijeku.
W latach 1906–1911 pułk stacjonował w Osijeku z wyjątkiem 4. batalionu, który załogował w Petrinji.
W latach 1912–1914 komenda pułku razem z 2. i 3. batalionem stacjonowała w Osijeku, 1. batalion w Slavonskim Brodzie, a 4. batalion w Petrinja.
W 1914 roku pułk wchodził w skład 13 Brygady Piechoty należącej do 7 Dywizji Piechoty.
Skład narodowościowy w 1914 roku 84% - Chorwaci i Serbowie.

## Szefowie pułku
Kolejnymi szefami pułku byli:
- FZM Joseph von Šokčević(inne języki)  (1860 – †16 XI 1896),
- GdK Wilhelm von Gradl (1897 – †28 VIII 1909),
- GdI Raimund von Gerba (1910 – †18 III 1918).

## Żołnierze pułku
Komendanci pułku
- płk Michael von Augustin (1860[1] – )
- płk Adalbertus Drażenović von Posertve (1873)
- płk Moritz Auffenberg (1895[6]–1900 → komendant 65 Brygady Piechoty)
- płk Karl Heiler (1900–1904)
- płk Alexander Kunz (1905)
- płk Richard von Guseck (1906–1908)
- płk Karl Matasic (1909–1912)
- płk Anton Plivelić (1913–1915[2] → komendant 71 Brygady Piechoty)
- płk Boleslav Wolf (1915)

Oficerowie
- ppłk Artur Dąbrowski
- ppłk Franciszek Kopeczny
- ppłk Adam Pirgo